# Duncan McKenzie
Duncan McKenzie (né le 10 juin 1950 à Grimsby dans le Lincolnshire), est un joueur de football anglais qui évoluait au poste d'attaquant.

## Biographie
Duncan McKenzie joue en Angleterre, en Belgique et aux États-Unis.
Il dispute au cours de sa carrière 171 matchs en première division anglaise, inscrivant 54 buts. Il inscrit 16 buts en première division anglaise avec Leeds United lors de la saison 1975-1976, ce qui constitue sa meilleure performance dans ce championnat.
Il joue également un match en Coupe d'Europe des clubs champions, deux matchs en Coupe des coupes, et une rencontre en Supercoupe d'Europe.

## Palmarès
| Nottingham Forest - Championnat d'Angleterre D2 : - Meilleur buteur : 1973-74 (26 buts). |  | Leeds United - Coupe des clubs champions européens : - Finaliste : 1974-75. |  | Anderlecht |

| Everton - Coupe de la Ligue : - Finaliste : 1976-77. |  | Blackburn Rovers - Championnat d'Angleterre D3 : - Vice-champion : 1979-80. |